# Okręg wyborczy South Down
Okręg wyborczy South Down powstał w 1885 i wysyłał do brytyjskiej Izby Gmin jednego deputowanego. Okręg został zlikwidowany w 1922, ale przywrócono go ponownie w 1950. Obejmuje on południową część hrabstwa Down. Obecnie reprezentuje go Margaret Ritchie, liderka Social Democratic and Labour Party.

## Deputowani do brytyjskiej Izby Gmin z okręgu South Down
| Wybory           | Deputowany                  | Partia |
| ---------------- | --------------------------- | --- |
| 1885             | John Francis Small          | Irlandzka Partia Parlamentarna                                                                                           |
| 1886             | Michael McCartan            | 1886-1892 Irlandzka Partia Parlamentarna 1892-1900 Irlandzka Federacja Narodowa 1900-1902 Irlandzka Partia Parlamentarna |
| 1902             | Jeremiah McVeagh            | Irlandzka Partia Parlamentarna                                                                                           |
| 1922             | Okręg zniesiony. Zob. Down. | Okręg zniesiony. Zob. Down.                                                                                              |
| 1950             | Lawrence Orr                | Ulsterska Partia Unionistyczna                                                                                           |
| październik 1974 | Enoch Powell                | Ulsterska Partia Unionistyczna                                                                                           |
| 1987             | Eddie McGrady               | Partia Socjaldemokratyczna i Pracy                                                                                       |
| 2010             | Margaret Ritchie            | Partia Socjaldemokratyczna i Pracy                                                                                       |